# Bopyrina abbreviata
Bopyrina abbreviata är en kräftdjursart som beskrevs av Richardson 1904. Bopyrina abbreviata ingår i släktet Bopyrina och familjen Bopyridae.
Artens utbredningsområde är Mexikanska golfen. Inga underarter finns listade i Catalogue of Life.